# 25 (číslo)
Dvacet pět je přirozené číslo. Následuje po číslu dvacet čtyři a předchází číslu dvacet šest. Řadová číslovka je dvacátý pátý nebo pětadvacátý. Římskými číslicemi se zapisuje XXV.

## Matematika
Dvacet pět je
- druhá mocnina (5² = 5 × 5) a zároveň nejmenší druhá mocnina, která je součtem dvou nenulových druhých mocnin: 25 = 3² + 4²; proto se často používá při vysvětlování Pythagorovy věty
- příznivé číslo

## Chemie
- 25 je atomové číslo manganu

## Ostatní
- počet bodů, které je potřeba získat při volejbale pro výhru setu, pokud má prohrávající tým o minimálně dva body méně než vyhrávající tým
- 25 let manželství je stříbrná svatba
- minimální věk kandidátů do Sněmovny reprezentantů USA
- běžný TCP port pro SMTP
- Twenty Five je kompilace George Michaela
- počet obrázků za sekundu ve standardu PAL
- Omezení jízdy vlaků v traťových jízdních řádech - vlaky jedoucí v nepracovní dny

## Roky
- 25
- 25 př. n. l.
- 1925